# António Barbosa Viana
António Barbosa Lobo Viana, mais conhecido por António Barbosa Viana (Viana do Castelo, 17 de Junho de 1792 — Lagos, 9 de Abril de 1873), foi um político e comerciante português.

## Biografia

### Primeiros anos e casamento
Nasceu na freguesia de Monserrate, no concelho de Viana do Castelo, em 17 de Junho de 1792, sendo filho de Francisco José Barbosa e Maria do Resgate Coelho Barbosa Lobo. Ainda novo, partiu para Lagos, onde constituiu uma firma, com grande sucesso.
Em 1825, casou com Maria Santana Costa Franco.

### Carreira militar e política
Foi um defensor do liberalismo, tendo-se envolvido na revolução liberal de 1920, na Guerra Civil Portuguesa em 1828 e em 1833, e na Revolução de 1846. Durante a Guerra Civil, foi recrutado pelo governador para manter a ordem nas ruas de Lagos, contra agitadores Miguelistas. Devido aos seus actos durante a Guerra Civil, foi nomeado para diversos cargos políticos, tendo, em 1846, feito parte da Junta Filial. Notabilizou-se, igualmente, pelos seus actos de caridade durante uma epidemia de Cólera na cidade de Lagos.

### Falecimento
Faleceu na cidade de Lagos, em 9 de Abril de 1873, sem deixar descendência; contava com 80 anos de idade.

### Homenagens
A Câmara Municipal de Lagos atribuiu o seu nome à rua onde faleceu, na Freguesia de São Sebastião.